# Humansystem
『humansystem』（ヒューマン・システム）は、日本の音楽グループであるTM NETWORKの5枚目のアルバム。
1987年11月11日にEPIC・ソニーからリリースされた。前作『Self Control』（1987年）よりおよそ9ヶ月ぶりにリリースされた作品であり、作詞は小室哲哉、小室みつ子が担当、作曲は小室および木根尚登が担当、プロデューサーは小室および小坂洋二が担当している。
レコーディングは同年7月から9月まで当時の最新鋭デジタル機器を取り入れてロサンゼルスと東京でレコーディングされた。アメリカ合衆国にて著名なミック・グゾウスキーやバーニー・グランドマンなどのエンジニアが参加しており、またロサンゼルスのミュージシャンとのコラボレーションによって製作されている。アルバムのテーマは「機械と人間の融合」であり、人間関係を主題とした曲が収録されている。
先行シングルとして「Kiss You」がリリースされた他、TBS系テレビドラマ『痛快!ロックンロール通り』の主題歌として使用された「Resistance」が後にリカットされた。また、1999年に鈴木あみによってカバーされた「Be Together」、同年にtohkoによってカバーされた「Children of the New Century」など、他のアーティストによってカバーされている楽曲が多く収録されている。しかし、名を広めるきっかけになった10thシングル「Get Wild」はベストアルバム『Gift for Fanks』に収録されたためか、本作には未収録。
オリコンチャートではオリジナルアルバムでは初となる1位を獲得した。1988年度の売り上げは23万枚でオリコン年間41位。総合の売り上げは38万枚で、その当時の自己新記録だった。
同年11月9日より本作を受けてのコンサートツアー「Kiss Japan TM NETWORK Tour '87〜'88」、および1988年3月14日より追加公演となるコンサートツアー「KISS JAPAN DANCING DYNA-MIX TM NETWORK ARENA TOUR」が開催された。

## 背景
前作『Self Control』リリース後、TM NETWORKは「TM NETWORK TOUR '87 FANKS! BANG THE GONG」と題したコンサートツアーを3月10日の新潟市音楽文化会館から5月20日の神奈川県民ホールまで、25都市全28公演を開催した。
このツアー中に、日本テレビ系テレビアニメ『シティーハンター』（1987年 - 1988年）にてエンディングテーマとして使用されたシングル「Get Wild」がオリコンチャートで最高位9位となり、同グループにとって初のヒット曲となった。
6月24日には初の日本武道館公演として「TM NETWORK FANKS CRY-MAX」と題したライブイベントを開催。7月1日には「Get Wild」を含む初のベストアルバム『Gift for Fanks』をリリースし、同グループの作品では初となるオリコンチャート最高位1位を獲得した。

## 録音
本作のレコーディングは1987年7月20日から8月29日まで、日本国内のセディックスタジオ、CBSソニー信濃町スタジオ、スマイルガレージ、ビクター青山スタジオ、サウンド・シティ、一口坂スタジオにて行われ、さらに同年9月4日から9月18日まで、ロサンゼルスのIgnited Productions、Record One、Image Recordingにて行われた。プロデューサーは前作に続き小室および小坂洋二が担当している。
本作において日本国外でのレコーディングが取り入れられた理由としては、ロックバンドBOØWYがアルバム『BOØWY』（1985年）においてベルリンのハンザ・スタジオにてレコーディングを行っており、東西冷戦の空気感を取り入れたコンセプトでアルバムを製作している事などを受けて、小室は「すごいところまで行っちゃった。これは追いつくのが大変だ」と対抗意識を認識した事から決定された。
デモテープは1987年7月下旬に小室と木根が共同で10曲作った。木根が2曲・後は小室が制作した。日本国外でのレコーディングのスケジュールが差し迫っていたため、状況に応じて、メロディ・テイク等をその日の内に決めなければならない程の即断即決を迫られた。コンセプトの全体像が固まったのは日本でのレコーディング終盤で、その頃同時に日本・海外のサポートミュージシャンを同時に決めて、許諾を得た後に契約を進めつつ、4曲程日本でレコーディングした。この時既にウォーレン・ククルロとも契約を結んでいたが、小室曰く「エキセントリックな弾き方をする人」だったため、ポップな曲を安全パイとして鳥山雄司を筆頭とした日本のギタリストに任せて、冒険できる曲をウォーレンにやってもらった。逆にロサンゼルスのレコーディングでは、小室が思う通りの時間が取れ、午後2時から翌日早朝5時まで行った。海外のエンジニアからは「信じられない…」ときつそうな表情で見られたという。
後述のとおり、当初ドラムにはテリー・ボジオを起用するつもりであったが都合がつかず、代わってアヴェレイジ・ホワイト・バンドの頃からのファンだったスティーヴ・フェローンを起用。ギターのウォーレン・ククルロについてはミッシング・パーソンズの時のプレイに惚れ込み起用した。スティーヴ・ヴァイにもオファーを出していたが、デイヴィッド・リー・ロスのバックバンドの活動が忙しかった為、お流れになった。ジェリー・ヘイ・ラリー・ウィリアムズはロサンゼルスでは金管楽器に精通したミュージシャンが限られていたため、すぐに絞ることができた。その他にも、フィル・マンザネラ・アルド・ノヴァにもオファーを出していたが、実現しなかった。
レコーディングの手法は日本・海外両方とも小室独自のノウハウを駆使し、まず小室が先にキーボード・ドラム・ギターをシンセサイザーで手弾きをしながらコンピューターで譜面を作って、それをサポートミュージシャンが直接聞いて演奏した後に、サポートミュージシャンの実際の演奏に差し替えていく方針をとった。スティーヴ・フェローンはデモテープを2〜3回聞いて、すぐに本番に入った後一発でOKテイクが出たが、ウォーレンはギターのサイドのカッティングだけで5時間かけたため、小室は気が遠くなった。但し、このコンピューターを使ったレコーディング方法は、お互いが同じミュージシャンとしてやりやすく感じたという。作業の比重はロサンゼルスではミキシング・マスタリング作業が中心だった。
事前に小室によってまとめられたデモテープの段階で、担当してもらうミュージシャンの癖・雰囲気も想定しながらドラム・ギター・サックスのサンプリングを含めて打ち込んだアレンジ・ミキシングが既にトラックダウンの状態まで出来上がっていたため、今までの「レコーディングの最中に楽曲そのものが変わりかねない予想外のフレーズが出てきたため、それに合わせてアレンジを変える」作業とは逆の「デモテープに忠実に再現すること」を念頭に入れた。そのため、全く最初に思い描いた全体像が崩れず期待通りに仕上がったため、「プロデューサーとして最もうれしいこと」と語っている。
ロサンゼルスでは、デモテープの段階では小室のシンセサイザーだったパートが、ロサンゼルスのミュージシャンの演奏に差し替え・再ダビングされた上でミキシングされた。ただし、「如何にも全てがアメリカに染まってしまうのは嫌だ」という小室の意向により、日本で作成されたデータが入ったPC-9801を持って行って、そのデータを基準に楽器・音色のプリセットソフトをロサンゼルスで揃えた。ロサンゼルスで使用したスタジオは事前に目星を付けていた5つのスタジオのスケジュールを抑え、レコーディングした素材を片っ端からミキシングしていった。ボーカルはImage Recordingで、シンセサイザーはIgnited Productionsで、ドラムス・ギターはRecord Oneでパート別にスタジオを分け、ミキシングの詰めはConway Recording Studiosで、最終的なマスタリングはBernie Grundman Masteringで行うという同時進行での作業を、短いスケジュールの中で効率的に行った。レコーディング初日から歌録りに入った宇都宮・木根はエンジニア相手でも全て日本語で話し、英語を話せる小室が仲介に入りながら、ほぼ通訳を介さずに注文を付けていった。
その中で海外のプロデューサー・エンジニア・ミュージシャンの次元の高さに向き合うために、小室は他のスタッフに一任・分担せずにアレンジャー・プロデューサーとして取るに足らないような細かい所まで1つ1つ指示を仰ぎに向かった。海外のスタッフの様に上がったテイクから順にミキシングしていくやり方だったので、スタジオを行ったり来たりと大変な思いをした。何ヶ所ものスタジオのクレジットが明記されているのはその名残りで、ロサンゼルスのスタッフからも「こんな大きなプロジェクトは珍しい」と言われた。逆に小室は「もし東京で行ったら道路が渋滞して、こうは行かなかっただろう。これだけレコーディングに集中できたのは初めてだった」と振り返っている。
海外のスタッフから「何で日本語の合間に英語が入ってくるんだ?」と作詞の構造について質問された際、木根は「英語を借りないと、日本語だけではノリが悪くなっちゃったりすることがあるんです」と説明した。
宇都宮はこれまではOKテイクを3テイクキープして、その中からベストを選んで、それを元にまた部分的に歌い直していたが、本作は『TM NETWORK TOUR'87 FANKS! BANG THE GONG』『TM NETWORK FANKS CRY-MAX』を終えてからレコーディングに入った。宇都宮は「コンサートをこなして、肺活量もかなり増えたのか、ほとんど録り直しがなかった。ボーカルに表情を出せた」「ロサンゼルスの土地柄もあって、自分のボーカルに対する決断の下し方や、テイクから決めを選ぶきっかけを掴むのがはるかに早くなった」と振り返っている。
当時ロサンゼルス最大のマスタリングスタジオであったバーニー・グランドマン・マスタリングで、バーニー・グランドマン自らがマスタリングを手がけた。バーニー・グランドマン・マスタリングは現在、東京にも拠点を設け、数多くのJ-Pop作品も手がけるようになっている。なお、ミキシングはマライア・キャリーやエリック・クラプトンら、数々の有名アーティストを手がけているミック・グゾウスキーが手がけた。ミックはメンバーが作業しているスタジオとは別のスタジオでトラックダウンの作業を行っていたため、1曲出来上がる度にミックが聴いては、すぐに戻って作業に戻ることの繰り返しだったため、あまりコミュニケーションが取れなかった。しかし、木根はミックの仕事ぶりについて「最初は『日本語だから、向こうの人は何を歌っているのか絶対わからないだろう』という諦観があった。だけど、ものすごく日本語のボーカルを立ててくれていて、聴きやすかった。それは単純にボーカルのボリュームが大きいのではない」「音の整理の仕方が素人の耳でもわかる位に、スッキリしていたのが流石だった」と賞賛している。
コーラスについては、クレジットに記している通りにTM NETWORK自身が行っているが、大変苦労したという。特に「Children of the New Century」は夜から始めて朝方まで本人達が納得がいくまで懸かったという。木根は「魔のコーラス」と自称している。
今までコーラスやブラスセクションを全部サンプラーに録音して、手で弾いていたため、鍵盤数が多かったが、このアルバム発売後のツアー「Kiss Japan TM NETWORK Tour '87〜'88」では、音源モジュール型のサンプラー ヤマハTX16Wにサンプラーを変更して、シーケンサーから同期するようにして、鍵盤数を減らした。今まで、コーラスやブラスセクションを元のマルチのテープからサンプリングをするとき、ステレオでサンプリングすると容量が半分になってしまうので、モノラルで録音して、それをダブルで再生したり、デチューンをかけたりするなど色々工夫していた。「TX16Wでステレオサンプリングできるのはレコーディングでは面白いと思う」と答えている。
MIDI付きのミニモーグが使用された。小室は「タッチセンスがないのに、すごくニュアンスが出しやすい」と気に入り、シンセベースは全てミニモーグで構成されている。

## 音楽性とテーマ
アルバムタイトルは小室による造語で、「TM NETWORK FANKS CRY-MAX」開催時に思いついた。由来として、この頃の小室は「機械と人間の融合」を唱えており、世間にコンピュータの使い手としてインパクトを与えたことを前提に、「system」で「冷たい」「組織」「管理」等お堅いイメージを出しつつも、「human」という肯定的な要素を加えようとしたものである。小室がロサンゼルスのスタッフ・一般人にタイトルが何を連想するのかを聞くと「1対1の人間のつながりから、学校・会社・国・恋人の中の人間のつながり、そして地球・太陽系・宇宙まで含めた色々な関係性を表現したもの」と小室の考えたコンセプトに密接な答えを出してくれて、「大丈夫だ」と確信し、すぐに小室みつ子とコンセプトを共有した。意図は「人間関係はそれ自体が出会わないと始まらない。出会いのタイミングとチャンスはある程度は自分で動かせるものだし、運命より自分の力で動かして欲しい」「自分が出会ってきた人達の関係をちょっと振り返ってもらって、自分の力をどう作用しているかを見直せば、自分の過去を客観的に判断できる」というテーマを込めた。タイトルの語感はできるだけ、お固く冷たいイメージを探し、「軟らかくしたくなかった。『聴いてみると取っつきやすかった』と思ってもらえたら幅が広がっていいかも」という狙いがあった。
アルバムの仮タイトルは「KISS YOU」だった。
当初は「FANKS」の「FUNK」の部分をもっと過激に表現するために、「汚いノイジーな音色を切り取り、それをサンプリング・コラージュしながら新しい音色を作り、ドラムとギターとボーカルだけでTMサウンドを確立する」「小室が事前に作った音源に対してミュージシャンが後から重ねて録るのではなく、海外の一流ミュージシャンと1週間スタジオで合宿して、0からみんなで作り上げる」「ベースパートは全て小室のシンセサイザーが担当するため、ベーシストは起用しない」「トラックダウンはニューヨークで行う」ことを目標にしていて、レコーディングはヨーロッパで現地に行く日本人はメンバー3人とマニピュレーターだけで、「彼の影響を受けたミュージシャンは、音楽的にしっかりしていてジャンルも幅広い」と評していたフランク・ザッパの系列の音を出せる現地のドラマー・ギタリストと一緒にやるためにオファーを出していたが、小室が「正確でタイトなタイプではなく、崩れた部分を魅力とする個性的なドラマー」と評価し、重要視していたミッシング・パーソンズのテリー・ボジオが契約上の理由でご破算となった。しかし、「『billboard TOP40』で日本人に数々の世界的なヒットチューンを送り込む人」と絶賛していたミック・グゾウスキーとは契約を締結できたため、楽曲の仕上がりの全体的なコンセプトを「『Self Control』に引き続いて、何のジャンルかの注釈なしに現代的な日本のポップ・ミュージックであることがわかりやすく伝わる曲を作る」へと変更し、小室は「無事に成し遂げることが出来た」と語った。宇都宮は「1曲1曲の出来がいい、シングルがいっぱい入っているという雰囲気がある」と言っている。
音色のコンセプトはドラムとギターを前面に出す様にした。特にギターはリフを中心にそのパートのメロディを多く入れるようにした。シンセサイザーのパートは「なるべく耳にしたことのない音色」を求めた。しかし、「世界に全く存在しない音色」ではなく、民族音楽の音色・シンセサイザーが世に出た頃の下から上へと上がるポルタメントを取り入れた音色を目指した。その結果を前に小室は「TMのサウンド・ビート感はそんな簡単には崩れない。いくらギターが前面に出ても、TM以外の音にならない」という自信が持てた。木根は「ロスで弾いたピアノは日本で弾くものと全然音が違う、乾いているという感じ、そのままマイクで録音して、レコードにしてもいいのではないか」という印象を得たという。「アコースティックギターも買ったが、すごくいい音に感じた」と木根は言っている。
作詞のコンセプトは「理屈としてこれを言いたい」ということを良しとせず、客観的な立場と目線で書いた。当初は楽曲のタイトルの最後に「～LOVERS system」「～SOCIAL system」等を付けようとしたが、そこまで固定するのはやめて、最初は「Kiss You」で地球サイズのシステムの話をして、最後は「This Night」で最少人数だけど、最も強い大切なシステムの話で終わることにした。

## プロモーション
TM NETWORKのテレビ特別番組「humansystem」が組まれ、デビュー以来のPV・「TM NETWORK FANKS CRY-MAX」の一部・小室のスタジオワークの特集等が55分に渡って放送された。1987年10月～11月に日本各地のローカル局で順次放送された。
本作に関するテレビ出演としては、同年9月23日にフジテレビ系音楽番組『夜のヒットスタジオDELUXE」（1985年 - 1989年）に出演し「Kiss You」を演奏した他[10月2日にはテレビ朝日系音楽番組『ミュージックステーション』（1986年 - ）にて「Kiss You」を演奏、10月22日にはTBS系音楽番組『ザ・ベストテン」（1978年 - 1989年）にて10位での登場で「Kiss You」を演奏、12月6日にはNHK総合音楽番組『ヤングスタジオ101』（1986年 - 1988年）にて「Self Control (方舟に曳かれて)」、「Children of the New Century」を演奏、12月8日にはフジテレビ系音楽番組『FNS歌謡祭』（1974年 - ）に初出演し、「Get Wild」「Self Control (方舟に曳かれて)」を演奏した。
1988年に入り、1月21日には『ザ・ベストテン』にて7位での登場で「Resistance」を演奏、2月1日には日本テレビ系音楽番組『歌のトップテン』（1986年 - 1990年）にて7位での登場で「Resisance」を演奏した。

## アートワーク
ジャケットのオブジェクト・ロゴのデザインは高橋伸明が担当した。方向性はロシア・アヴァンギャルドの雰囲気を意識した。「三人の人間が合体している」イメージでスケッチを描き、事前に小室のチェックを受けた後に、多田佳人に造形を依頼した。
最初は小室が「宇宙船にメンバー3人が乗っている」という内容のイラストが描かれたジャケットを志望したが、没になった。しかし後に「EXPO」でそのアイディアが実現することとなる。
ロサンゼルスでのレコーディングの間に宇都宮は合間を縫って、単身でニューヨークに行き、写真集「humansystem」に使う写真の撮影を行った。

## ツアー
本作リリース直前に当たる11月9日のフェスティバルホールから、翌1988年2月26日の千葉県文化会館まで、40都市全53公演におよぶコンサートツアー「Kiss Japan TM NETWORK Tour '87〜'88」を開催した。
その後、前述のツアーが「ノリのいい曲が少なく、乗り切れない」という聴衆の不満の声が挙がった事から、追加公演として3月14日の国立代々木競技場第一体育館から4月6日の神戸ワールド記念ホールまで、8都市全13公演におよぶコンサートツアー「KISS JAPAN DANCING DYNA-MIX TM NETWORK ARENA TOUR」を開催した。

## 批評
| 専門評論家によるレビュー                                       | 専門評論家によるレビュー |
| レビュー・スコア                                               | レビュー・スコア         |
| 出典                                                           | 評価                     |
| -------------------------------------------------------------- | ------------------------ |
| シンプジャーナル                                               | 肯定的                   |
| CDジャーナル                                                   | 肯定的                   |
| 音楽誌が書かないJポップ批評53 TMN&小室哲哉［ポップス神話創世］ | 肯定的                   |

- 音楽誌『シンプジャーナル』にて編集部は「柔軟さを増し、起伏に富んだサウンド・曲が美しく、力強い」「エスニックで、且つシンフォニックなイントロから、TM独自のビートに入っていく『Children of the New Century』は他のナンバーにも随所に取り入れられていて、正にオープニングに相応しい」「ハービー・ハンコックも真っ青のファンキーなシンセのイントロで幕を開けるアルバムバージョンの『KISS YOU』」「B面の後半から、TMのオリエンタルな要素が結実した『Come Back to Asia』、ピアノとフリューゲルホルンの絡みがゾッとする程リリックな『Dawn Valley (Instrumental)』、中期のビートルズの匂いを感じさせ、アレンジや宇都宮のボーカルといい、ユニット、或いはバンドとしてのTMの魅力や実力の確かさを存分に感じさせてくれる傑作と言い切れる『This Night』まで、本当に息もつかせずに、このアルバムは音楽のきらめきを畳みかけてくる」「サウンド的には『Self Control』のカラーを押し進め更に懐深く、歌詞のコンセプトでは新しい展開を見せたこのアルバムはTMの名作として、今後も長く聴かれ、語られ続けていくに違いない」と推薦し、小室の音楽ジャンルに対しての柔軟な消化力と独自の表現力を評価した[4]。

- 音楽情報サイト『CDジャーナル』では、「テーマの『humansystem』が肯定なのか否定なのか曖昧模糊なまま、シンセのサウンドが四方に広がって行くこの音楽は、良くも悪くもそのまま混沌とした『現代』を象徴してる」[21]「当時の最新鋭デジタル機器を取り入れ、実験的ながらも大衆性を持った作品として昇華している」[19]と評されている。

- 音楽誌『音楽誌が書かないJポップ批評53 TMN&小室哲哉［ポップス神話創世］』において評論家の町口哲生は、アメリカの一流エンジニアやミュージシャンが参加している事で「名作中の名作に決まっている」と絶賛し、作詞家として小室みつ子が全面的に参加している点も特筆すべき事項であると指摘した[20]。その他にも木根による作曲が後の木根のソロ作に繋がっていると指摘した他、様々な曲が収録されている点を「大衆から音楽マニアまで楽しめるアルバムに仕上がっている」と称賛した[20]。アルバムタイトルに関してはノーバート・ウィーナーの『人間機械論』（1950年）を彷彿させるとし、「人間の能力の先にマシンがあり、その機械が作り出す速度と時間が凝縮されて、本作の出来上がり」と総括した[20]。

- 小室は「良くも悪くも、アメリカ的なサウンドになっている。その点でアメリカっぽい音が好きな人・イギリス系の音が好きな人の間で評価が分かれたと思う」「プロデューサーとしては歌詞を中心にわかりやすく作れた、とても親切なアルバムだと思う」と振り返っている[18]。

- 小坂洋二はTMのアルバムで一番好きな作品として本作を挙げ、「1990年代の小室君がプロデューサーとして活躍していく原点が見える音作り・メロディー・日本人が好みそうなマイナー感が集約されてたと思うんです」と評価している[22]。

## チャート成績
オリコンチャートでは最高位1位(オリジナルアルバムとしては初)、登場回数32回、売り上げ枚数は37.7万枚となった。

## 収録曲

### LP / CT
| 全編曲: 小室哲哉。 |                                 |            |           |       |
| #                  | タイトル                        | 作詞       | 作曲      | 時間  |
| 1.                 | 「Children of the New Century」 | 小室みつ子 | 小室哲哉  | 5:11  |
| 2.                 | 「Kiss You」(More Rock)         | 小室みつ子 | 小室哲哉  | 5:05  |
| 3.                 | 「Be Together」                 | 小室みつ子 | 小室哲哉  | 4:11  |
| 4.                 | 「Human System」                | 小室みつ子 | 小室哲哉  | 5:01  |
| 5.                 | 「Telephone Line」              | 小室みつ子 | 木根尚登  | 4:36  |
| 合計時間:          | 合計時間:                       | 合計時間:  | 合計時間: | 24:04 |

| 全編曲: 小室哲哉。 |                               |                      |                    |       |
| #                  | タイトル                      | 作詞                 | 作曲               | 時間  |
| 6.                 | 「Leprechaun Christmas」      | 小室哲哉、小室みつ子 | 小室哲哉、木根尚登 | 4:11  |
| 7.                 | 「Fallin' Angel」             | 小室みつ子           | 木根尚登           | 4:34  |
| 8.                 | 「Resistance」                | 小室みつ子           | 小室哲哉           | 4:51  |
| 9.                 | 「Come Back to Asia」         | 小室みつ子           | 木根尚登           | 4:17  |
| 10.                | 「Dawn Valley」(Instrumental) |                      | 小室哲哉           | 3:53  |
| 11.                | 「This Night」                | 小室哲哉             | 小室哲哉           | 4:57  |
| 合計時間:          | 合計時間:                     | 合計時間:            | 合計時間:          | 26:43 |

### CD
| 全編曲: 小室哲哉。 |                                 |                      |                    |       |
| #                  | タイトル                        | 作詞                 | 作曲               | 時間  |
| 1.                 | 「Children of the New Century」 | 小室みつ子           | 小室哲哉           | 5:11  |
| 2.                 | 「Kiss You」(More Rock)         | 小室みつ子           | 小室哲哉           | 5:05  |
| 3.                 | 「Be Together」                 | 小室みつ子           | 小室哲哉           | 4:11  |
| 4.                 | 「Human System」                | 小室みつ子           | 小室哲哉           | 5:01  |
| 5.                 | 「Telephone Line」              | 小室みつ子           | 木根尚登           | 4:36  |
| 6.                 | 「Leprechaun Christmas」        | 小室哲哉、小室みつ子 | 小室哲哉、木根尚登 | 4:11  |
| 7.                 | 「Fallin' Angel」               | 小室みつ子           | 木根尚登           | 4:34  |
| 8.                 | 「Resistance」                  | 小室みつ子           | 小室哲哉           | 4:51  |
| 9.                 | 「Come Back to Asia」           | 小室みつ子           | 木根尚登           | 4:17  |
| 10.                | 「Dawn Valley」(Instrumental)   |                      | 小室哲哉           | 3:53  |
| 11.                | 「This Night」                  | 小室哲哉             | 小室哲哉           | 4:57  |
| 合計時間:          | 合計時間:                       | 合計時間:            | 合計時間:          | 50:47 |

### 曲解説
1. 「Children of the New Century」
アルバムに関して小室は、全体的にマイケル・ジャクソンの『バッド』と同じ機材やエンジニアを起用している事などから同作に強い影響を受けている事を語っており、「Children of the New Century」は特に顕著に影響が表れていた曲であると語っている[3]。
小室は「ライブのオープニング」を想定して制作した[8]。
小室は「音数はびっくりするほど少ないけど、目まぐるしく変わる」感じのアレンジを志向した。バックトラックを聞いたスティーヴ・フェローンは「ノリが一定じゃないので、どこに自分のプレイを入れればいいのかに苦労した」と振り返っている[8]。
木根は「僕らが宇宙のあらゆる所へズームインしていって、最終的には人間の心の中に到達する」というイメージをアルバムが完成した後に抱いた[9]。
1999年7月22日、「tohko」によるカバーバージョンが『cure』に収録された。
2. 「Kiss You」(More Rock)
11thシングルのアルバムバージョン。曲の冒頭や所々で飛び交って来るトランシーバーのノイズ音やストリングス・前奏や間奏のセリフを省略、間奏の台詞の代わりにギターソロに差し替え、アウトロが延長されていてカットアウトで締め括る等、シングルバージョンとは大幅に異なり、ロック色を押し出している[23]。
この曲に関して小室は「トレヴァー・ホーンがアナーキーになった感じ」や「デュラン・デュランのジョン・テイラーがパワー・ステーションを"シックとセックス・ピストルズとハード・ロックの融合"というコンセプトでやった感じ」等と表現し、R&Bの要素もあり「好きな方向性の曲」と語っている[3]。
使用されたシンセサイザーの音色のデータはシングルバージョンと全く同じだが、ロサンゼルスのスタジオの機材を使って差し替えた[8]。
ライブを意識して、シングルバージョンより10ch少なくして、音色の間にわざと隙間を感じさせる様にした[8]。
シンセサイザーの弾き方はギターのカッティングを意識して、左右のコンビネーションを16分で刻む様にした[8]。
3. 「Be Together」
ライブでの演奏を最も意識した[8]。
ベースはシンセベースとドラムを前面に押し出している[8]。
演奏の方針はロックンロールの人間らしさを意識した[8]。
サビのコーラスはフェアライトCMIに内蔵されていたサンプリングボイスである[8]。
後にシングル『Get Wild(再発盤)』のカップリング曲としてシングルカットされている。
BOØWYのシングル「B・BLUE」を意識して製作された曲であり、BOØWYに対抗すべく日本国外のパンクシーンやポリスのようなスピード感を目指すためにレベッカの小田原豊にドラムスを依頼した他、松本孝弘に難解なギターソロを依頼する事となった[3]。
1999年7月14日、歌手の鈴木あみによるカバーバージョンがシングル『BE TOGETHER』としてリリース。後に複数のアーティストにカバーされる。
2024年5月15日、女性アイドルグループの乃木坂46[注釈 1]によるカバーバージョンが『TM NETWORK TRIBUTE ALBUM -40th CELEBRATION-』に収録された。
4. 「Human System」
アルバムタイトル曲。タイトル名は小室哲哉が付けた[24]。
「きっと小さい時に聞いたことがあると思う」「原曲は弾けなくても、自分みたいに弾けば楽しめる」という意向からモーツァルトのピアノソナタ第11番(トルコ行進曲)のメロディーをイントロ・アウトロ・リフレインのオブリガートに引用している[5]。
小室からアルバムの世界観を聞かされた小室みつ子は「この世界を神様の様にマクロな視点で眺め渡せるとしたら、『寂しくしている女の子と日々に苛立っている男の子を引き合わせたら、2人とも上手くいくのではないか』『この男が次の角で右に曲がったら、こういうチャンスに巡り合わせてやろう』とか色々思うのではないか」と想像しながら[25]、ロサンゼルスのホテルで一晩で書き上げた。完成した時に「これはてっちゃんが望んでいるものだ!早く聞かせたい!」と確信し、スタジオですぐにメンバー3人の前でデモテープを流し、出来たばかりの鉛筆書きの詩を大声で張り上げる様に歌うことでプレゼンテーションした[24]。第1稿で即OKと珍しくリテイクが全くなかった[25]。
本楽曲が並んでいるセットリストの番号に「派手でダンサブルな曲」にするかどうかでメンバー達が揉めた。木根は「『GORILLA』に入るような曲はいつでもできる。だからここで、新しいTMの面を見せるべきだ」と主張し、小室も葛藤しながら話し合いに参加していた。しかし、この曲を並べたことで小室は「アルバムのコンセプトがハッキリした」と吹っ切ることができた[9]。
演奏した全員の方向性が上手くまとまった曲であると小室は語り、松本が最も好んでいる曲となった[3]。
2024年5月15日、松任谷由実とSKYEによるカバーバージョンが『TM NETWORK TRIBUTE ALBUM -40th CELEBRATION-』に収録された。
5. 「Telephone Line」
ELOの同名曲「テレフォン・ライン」（1977年）からの影響で製作された[3]。
この曲のラフテイクでは木根がボーカルを執っている[26]。
木根は「オケはエレクトリックだけど、ヒューマンなバラード」「『しんみり』とは違った形で表現したくて作った曲」[11]「最初は『ELOが真似したくなりそうなバラード』を作ろうとしたが、次第に一人歩きしてビートルズ調の歌メロになった」[23]「ギターが入ったら、当初の『ELOみたいに』とはかけ離れた全くの別物になってしまった。だけど、いい曲なので結果オーライ」[8]と語っている。
ウォーレンが何度も自分からリテイクを重ね、8小節に5,6時間かけた[27]。
ヨハン・パッヘルベルのカノンのコード進行を引用している[5]。
6. 「Leprechaun Christmas」
木根がロサンゼルスでマーティンの新品のギターを買ったので、小室が「せっかくだから、ギターのカッティングを全面的に使用した曲を作ろう」という発想から始まった[8]。
雪が降らないロサンゼルスで、小室は東京のクリスマスを恋しがりながら書いた[23]。
木根が「明後日トラックダウンが始まるのに、曲ができない」と追い詰められていた時、小室がサビの制作を担当して、小室みつ子も参加した[9]。
小室がスタジオで黙々と曲作りをしていて、暇になったために小坂が伊東・木根を連れて、ゴルフ場に行った。小坂がカートを運転したが道をそれ、コースの木に衝突してしまった。その時に木根が、右手首をカートと木に挟み、骨折してしまった。スタジオに戻り、小坂が事情を説明すると、珍しく小室が不機嫌な表情をした。このため本楽曲では、木根は右手首にギブスをはめたままでアコースティックギターを弾いた[17]。
ロサンゼルスのレコーディング中は気候が温暖でありクリスマスらしくなかったため、同タイトルに決定した[3]。
7. 「Fallin' Angel」
実際は小室が先にバックトラックを作り、木根が後からボーカルのメロディを載せるといった共作になっており、木根本人も「小室ならこんな曲を作るだろう」と思い、作曲したという。順序を逆にすることで自分からは絶対に出ないようなメロディーが出たという[11][23]。
ヨハン・パッヘルベルのカノンのコード進行を引用している[5]。
8. 「Resistance」
12thシングルとしてシングルカットされた曲。元々はバラードソングとして製作されたが、「Get Wild」路線の曲が必要であると判断した小室は青山純のドラムスを入れロックテイストの曲に仕上げた[3]。
小室の「この曲が一番洋楽っぽくないし、ミックの意見も聞きたかったし、アルバムの方向性も判断しやすくなる」という意向から、ロサンゼルスで最初にミキシングされた。小室がミックに「日本的なものはあるか?」と聞いたら、ミックは「全くない。音楽的な抵抗がない」と称した[8]。
後に小室哲哉がソロアルバム『Hit Factory』で同曲をカバーしているが、本曲と違いテンポはスローで音も重い感じのものなっている。
9. 「Come Back to Asia」
木根が渡辺美里に提供した「BORN TO SKIP」に対して、小室が清水信之によるオリエンタル志向のアレンジに感銘を受けて、「『BORN TO SKIP』の第2弾を作る」ことをメインテーマにした[8]。
コード進行・音色を作る際に民族音楽を普段以上に意識した[8]。
山木のアイディアで、中国の鐘を思わせる音を出した[8]。
カーツウェル・ミュージック・システムズのホルンの音色で、大陸的なイメージを出した[8]。
シンセサイザーの演奏はほとんどが装飾音を入れたトリルを使った手弾きで、ミュージックシーケンサーによる同期が使われたパートは少ない[8]。
日本国外でのレコーディングという環境から製作された曲であり、エンターテインメントに関してアメリカ合衆国と比較して日本が小さく見えた事から、「アメリカから見た日本」を意識して製作された[3]。
木根は「今までの自分にはないタイプの曲」「シルクロードをテーマにした、オリエンタルな感じの曲に仕上がった」と答えている[11]。
後に12thシングル「Resistance」のカップリング曲としてシングルカットされている。
10. 「Dawn Valley」(Instrumental)
小室の「ピアノの生音を使ってみたい」という単純な理由からできた[23]。
ドラムマシンを使用せずに、小室が即興で弾いたテイクに、ジェリー・ヘイが譜面なしでジャズの即興演奏の要領で弾き[4]、フェアライトCMIの音を僅かに足した[8]。
ジェリーはこの曲のみの参加で、本楽曲だけでアルバムの全体像を想像し、「日本ではこういう曲が1位になるのか…俺も日本でやりたい」と言った。それを聞いた小室は「若い人達はあまり耳にしたことのない音だと思うので、これを聞いて広がってくれたらいいな」と思った[4]。
チャック・マンジョーネのフリューゲルホルンをメインで製作された曲であり、「映画音楽のような仕上がりになりました」と小室は語っている[3]。
11. 「This Night」
本作のラストを飾る曲。ラフテイクでは小室がボーカルを執っている[26]。
クリスマスソングであり、ロサンゼルスでは楽器リースの種類が豊富であった事から、様々なシンセサイザーの音色を試している[3]。
生のピアノ・ギターに聞こえるパートは、全てサンプリングの音色で、小室による手弾きである[8]。

## スタッフ・クレジット

### TM NETWORK
- 宇都宮隆 - ボーカル
- 小室哲哉 - シンセサイザー、アコースティックピアノ、アレンジメント
- 木根尚登 - アコースティックギター

### 参加ミュージシャン
- 迫田到 - コンピュータ・プログラミング
- スティーヴ・フェローン - ドラムス(#1,2,4,6)
- 青山純 - ドラムス(#5,8)
- 小田原豊 - ドラムス(#3,7)
- 山木秀夫 - ドラムス(#9)
- ウォーレン・ククルロ（英語版） - ギター(#2,4,5,6)
- 鳥山雄司 - ギター(#1,7,8,9)
- 松本孝弘 - ギター(#3)
- 桜井哲夫 from CASIOPEA - ベース(#1)
- ジェリー・ヘイ - フリューゲルホルン(#10)
- ラリー・ウィリアムズ - サックス(#4,11)
- 中村哲 - サックス、ホーンアレンジメント(#2)
- 兼崎 "Don-pei" 順一 - トランペット(#2)
- 早川隆章 - トロンボーン(#2)
- グレッグ・バートヘルド - サウンドデザイナー
- 石川鉄男 - プログラミング
- TM NETWORK - コーラス

### スタッフ
- 小坂洋二 - コ・プロデューサー、エグゼクティブ・プロデューサー
- 山口三平 - アソシエイト・プロデューサー
- ミック・グゾウスキー - ミックス・エンジニア
- 伊東俊郎 - レコーディング・エンジニア（東京、ロサンゼルス）
- 吉田睦 - レコーディング・エンジニア（東京）
- 渡辺茂実 - レコーディング・エンジニア（東京）
- 伊藤隆司 - レコーディング・エンジニア（東京）、アシスタント・エンジニア
- 松岡義昭 - レコーディング・エンジニア（東京）
- ポール・クリンバーグ - レコーディング・エンジニア（ロサンゼルス）
- ジェフ・ヘンドリクソン - レコーディング・エンジニア（ロサンゼルス）
- ロバート・ファイスト（英語版） - レコーディング・エンジニア（ロサンゼルス）
- バーニー・グランドマン - マスタリング・エンジニア
- 田中三一 - マーキング・エンジニア（東京）
- 伊藤康宏 - アシスタント・エンジニア（東京）
- 宮島哲博 - アシスタント・エンジニア（東京）
- 小関文明 - アシスタント・エンジニア（東京）
- 山田信正 - アシスタント・エンジニア（東京）
- 新島誠 - アシスタント・エンジニア（東京）
- ゲイリー・ワグナー - アシスタント・エンジニア（ロサンゼルス）
- マーニー・ライレー - アシスタント・エンジニア（ロサンゼルス）
- フレッチャー・ドブロケ - アシスタント・エンジニア（ロサンゼルス）
- ブルット・スウェイン - アシスタント・エンジニア（ロサンゼルス）
- スペンサ－・クリス - アシスタント・エンジニア（ロサンゼルス）
- 久保こーじ - クルー
- あきやまこうじ - クルー
- 松尾静男 (Blue Jay West) - ブッキング&プロダクション・コーディネーター（ロサンゼルス）
- 折重静子 - コーディネーター（ロサンゼルス）
- あさのようこ - プロダクション・アシスタント（ロサンゼルス）
- 荒木浩三 - ミュージシャン・ブッキング（東京）
- 横尾隆 (Music Land) - ミュージシャン・ブッキング（東京）
- 早川隆 - プロジェクト・スーパーバイザー
- おもとかずのり (Grass) - プロジェクト・スーパーバイザー
- 青木高貴（オフィスタイムマシン） - マネージメント
- 井上哲夫（オフィスタイムマシン） - マネージメント
- 清水一光（オフィスタイムマシン） - プロモーション
- 立岡正樹（オフィスタイムマシン） - プロモーション
- 松村慶子（オフィスタイムマシン） - スーパーバイザー
- 坂西伊作 - ビデオ・ディレクター
- 高橋伸明 - アート・ディレクション、デザイン
- 大川直人（アフター・アワーズ・スタジオ） - 写真撮影
- 岩瀬明美 - スタイリスト
- 佐野美由紀 - ヘアー&メイク・アップ
- 多田佳人 - オブジェクト

## リリース履歴
1987年11月11日にEPIC・ソニーより、LP、CT、CDの3形態でリリースされた。
デジタルレコーディングで使えるダイナミックレンジを犠牲にさせないこととシンセサイザーのノイズ音を取り除くという小室自身の意向により、他のアルバムに比べて録音レベル（音量）が小さめとなっている。また、初回版のみCDジャケットの裏面にもEPIC・ソニーから発売されていたCDアルバムでは珍しく、主に当時のCBSソニーから発売されていたCDアルバム等で使われている「DR（デジタル・レコーディングの略）」のロゴマークが表示されている。
その後も1991年9月5日、1996年6月17日、2000年3月23日とCD盤のみ再リリースされ、2004年3月31日には完全限定生産盤のCD-BOX『WORLD HERITAGE DOUBLE-DECADE COMPLETE BOX』に紙ジャケット、24bitデジタルリマスタリング仕様で収録された。
2007年3月21日には単独で紙ジャケット、デジタルリマスタリング仕様でリリースされ、2013年2月20日にはデジタルリマスタリング仕様でBlu-spec CD2にてリリースされた。
| No. | 日付           | レーベル                      | 規格         | 規格品番                      | 最高順位 | 備考 |
| --- | -------------- | ----------------------------- | ------------ | ----------------------------- | -------- | --- |
| 1   | 1987年11月11日 | EPIC/SONY                     | LP CT CD     | 28･3H-310 28･6H-265 32･8H-145 | 1位      | |
| 2   | 1991年9月5日   | Epic/Sony Records             | CD           | ESCB-1209                     | -        | |
| 3   | 1996年6月17日  | Epic/Sony Records             | CD           | ESCB-1756                     | -        | |
| 4   | 2000年3月23日  | Epic Records                  | CD           | ESCB-2117                     | -        | |
| 5   | 2004年3月31日  | Epic Records                  | CD           | ESCL-2527                     | -        | CD-BOX『WORLD HERITAGE DOUBLE-DECADE COMPLETE BOX』（完全生産限定盤）収録 紙ジャケット、24bitデジタルリマスタリング仕様 |
| 6   | 2007年3月21日  | GT music（Sony Music Direct） | CD           | MHCL-1039                     | -        | 紙ジャケット、デジタルリマスタリング仕様（完全生産限定盤）                                                              |
| 7   | 2013年2月20日  | GT music（Sony Music Direct） | Blu-spec CD2 | MHCL-30012                    | 161位    | デジタルリマスタリング仕様                                                                                              |